# Patrick Grainville
Patrick Grainville, (1947 -) escriptor i crític literari francès. Premi Goncourt de l'any 1976 i membre de l'Academia Francesa (2018).

## Biografia
Patrick Grainville va néixer l'1 de juny de 1947 a Villers-sur-Mer, Calvados, Normandia (França).
El seu pare dirigia una empresa de fusteria i duarant un cert temps va ser alcalde de Villerville.
Va estudiar a l'escola Henri IV i a La Sorbona.
Patrick Grainville viu a Maison-Laffite i és professor de francès a l'escola secundària Sartrouville, una feina que, segons les seves pròpies paraules, "li manté els peus al món real."
Escriptor amb un estil barroc reconegut, construeix un treball dens que alterna les novel·les mítiques, ancorades en universos colorits i exòtics, i històries en què es relacionen la part novel·lesca amb l'autobiografia.
Ha escrit més de 30 novel·les, i una quantitat important d'articles sobre art.
El 1976 va rebre el Premi Goncourt, als 29 anys, per a la seva quarta novel·la, Les Flamboyants, que narra la història èpica d'un rei boig africà imaginari anomenat Tokor. Amb 170.000 còpies venudes en la primera edició, i 250 000 en total.
Patrick Grainville és també crític literari i de cinema a Le Figaro i membre del jurat del Premi Médicis.

## Obres destacades
- Les Flamboyants (1976)
- La Diane rousse (1978)
- Les Fortesses noires (1978)
- Le Paradis des orages (1986)
- L'Orgie, la Neige (1990)
- Le Lien (1996)
- Le Tyran éternel (1998)
- Le Jour de la fin du monde, une femme me cache (2001)
- La Joie d'Aurélie (2004)
- La Main blessée (2006)
- Lumière du rat (2008)
- Bison (2014)
- Falaise des fous (2018)

## Premis i honors
- 1976: Premi Goncourt per "Les Flamboyants"
- 1990: Premi Guillaume-le-Conquérant
- 2008: Gran Premi de Literatura de la SGDL

- 2012: Premi Paul Morand atorgat per l'Academia Francesa pel conjunt de la seva obra
- 2014: Gran Premi Palatí de novel· hiatòrica per "Bison"
- 2018: Membre de l'Acadèmia Francesa

- Cavaller de la Legió d'Honor
- Oficial de l'Orde Nacional del Mèrit
- Officier des Arts et Lettres
- Cavaller de l'Orde de les Palmes Acadèmiques